# Ida Forsyne
Ida Forsyne   (Chicago, 1 de gener de 1883 - 19 d'agost de 1983), de vegades coneguda amb el nom d'Ida Forcen, fou una afroamericana ballarina de vodevil que va actuar a Europa i Rússia abans de la Primera Guerra Mundial. Professionalment va ser coneguda com la 'Reina del Cakewalk'.

## Infància i joventut
Ida Forsyne va néixer a South Side, Chicago, Illinois el 1883 i fou criada per la seva mare. En un article de 1953 Forsyne recorda que la seva família vivia al carrer del teatre Alhambra i Forsyne podia veure les obres des de l'escala d'incendis. Als 14 anys, Forsyne va actuar en una obra de teatre tab anomenada the Black Bostonians Coon Town 400Va cantar la cançó "Drowsy Babe" amb la intèrpret Rosie Grayson. Forsyne es va quedar sense diners a Montana i la seva mare li va enviar diners perquè ella i una altra actriu tornessin a casa.

## Carrera professional
Dins 1898, als 15 anys, Forsyne es va unir amb Sissieretta Jones als Black Patti's Troubadours quan actuaren a Chicago com a ballarina. Després va actuar en shows a Nova York i Nova Jersey.
El 1902 va formar part de la companyia Smart Set, que era una companyia d'actors negres amb un productor blanc, Gus Hill. El 1903 va formar part del càsting de Darktown's Circus Day i el 1904 va actuar en el show The Southerners, el primer musical interracial que estava dirigit per Will Marion Cook. El 1906 va fer una gira a Europa amb els Tennessee Students. Forsyne era l'estrella del programa i el cartell tenia la seva fotografia. Al teatre Alhambra de Londres va introduir el seu ball del sac, en el que va ballar vestida amb un sac de patates davant del cor de dansa d'esquenes.
Quan va tornar a Londres de la seva gira, va acceptar un contracte de nou anys de l'agència Marinelli. En aquesta època va actuar al Moulin Rouge i per la família reial i va rebre crítiques positives.
El 1911 va desenvolupar a Rússia la seva especialitat, una versió enèrgica del ball kazatski.
Va romandre a l'estranger fins abans que esclatés laPrimera Guerra Mundial el 1914. Langston Hughes la va considerar un de lles dotze millors ballarines de Harlem.
Quan va tornar als Estats Units, Ida tenia uns trenta anys i la seva dansa russa ja no estava de moda. Això feu que fos difícil per ella trobar feines de ballarina. Quan es va fer més gran va creure que la seva pell fosca era una barrera per a trobar feina, excepte en els shows negres; ella ho va denominar "prejudici envers els negres."
Entre el 1920 i el 1922 va treballar com a criada personal de l'actriu de vodevil Sophie Tucker. Al final de les seves actuacions, Forsyne sortia ballant durant els aplaudiments. Noves normes del Circuit Keith van prohibir que els actors negres apareguessin a l'escena amb actora blancs a menys que ho fessin amb màscares. A més a més, els negres no ho podien veure com a públic. Tucker va refusar que Forsyne actués amb una màscara però li va permetre veure els shows des de dins.
El 1924, va retornar al circuit de vodevil de l' Associació de Teatre Owners Booking. Quan va tornar a Nova York va fer audicions però no va aconseguir trobar feina en clubs de Harlem com el Cotton Club, el Connie's Inn i el Nest perquè aquests preferien cors amb pell més clara. El 1924 va fer gires amb Mamie Smith, el 1925 amb Dusty Fletcher i el 1928 ambBessie Smith. El 1928 va jurar que mai més tornaria al sud dels Estats Units.
Tot i que a principis de la dècada de 1930 va deixar de ballar i va treballar com assistent domèstica i com a operadora d'ascensor, va aparèixer a unes quantes pel·lícules, com A Daughter of the Congo de Oscar Micheaux, Birthright el 1935, i la pel·lícula de 1936, The Green Pastures. El 1955 es va ver celebrar una festa d'aniversari d'Ida en la que va mostrar les seves habilitats en el ball als setanta anys. A la dècada de 1960, Forsyne va ser entrevistada pels historiadors orals de la dansa, Marshall Stearns i Jean Stearns.

## Contribucions
El 1951, Forsyne va ajudar a Ruthanna Boris en la coreografia del Ballet de Ciutat de la Nova York "Cakewalk," de George Balanchine.

## Vida personal
La seva cosina Ollie Burgoyne també fou ballarina de vodevil a Broadway i a l'estranger. Van aparèixer juntes en l'espectacle de 1919, They're Off. A la seva vellesa fou activa en el gremi d'Actors Negres.
Forsyne va tenir tres marits: James Frank Dougherty, Usher Henry Vats i Arthur Belton Hubbard.
Ida Forsyne morí als 100 anys edat 100 en una llar d'avis de Brooklyn, Nova York.